# Ivo Pešák
Ivo Pešák (7. září 1944 Jaroměř – 9. května 2011 Praha) byl český klarinetista, zpěvák, malíř a komik, jedna z nejznámějších tváří Banjo Bandu Ivana Mládka.

## Život
V roce 1972 absolvoval pražskou konzervatoř a poté působil tři roky ve Středočeském symfonickém orchestru v Poděbradech jako klarinetista. Krátce učil na hudební škole, a poté se stal členem Banjo Bandu Ivana Mládka, v němž účinkoval s malými přestávkami až do své smrti. Od osmdesátých let 20. století zpíval a hrál také s vlastní skupinou Rockec (rokec). Od přelomu století také tvořil s Václavem „Upírem“ Krejčím hudební dvojici Dýza Boys.
Zemřel 9. května 2011 na selhání srdce.

## Filmografie
- Trhala fialky dynamitem (1992)
- Hodinářova svatební cesta korálovým mořem (1979)
- Dva z onoho světa (1962)

### Televize
Vedle filmů vystupoval i v následujících televizních pořadech:
- (1984) Rock okolo hodin
- (1992) Kufr
- (1994) Čundrcountry show
- (1997) Nikdo není dokonalý
- (2000) Šance
- (2002) Country estráda
- (2009) Cyranův ostrov, TV Barrandov – role neotesaného sluhy Jaroměře, což byla narážka na jeho rodné město
- (2010) Cyranův poloostrov, TV Barrandov
- (2011) Noha 22, TV Barrandov

### Osobní život
Z prvního manželství má dvě děti. S druhou manželkou Miladou, se kterou se jednou rozvedl a potom znovu oženil, děti neměl.

## Diskografie
Diskografie není úplná
- 1996 Rockec Ivo Pešáka – Hej, hej, rock and roll – B&M Music – MC, CD
- 2002 Rockec Ivo Pešáka – Areca Multimedia, mc-EAN 8595068182291 cd-EAN 8595068182284, MC, CD
- 2002 Dýza Boys – Co píseň to HIT!, Česká hudba, MC, CD